# Евенкійський район
Евенкійський район — адміністративно-територіальна одиниця з особливим статусом та муніципальний район в центрально-східній частині Красноярського краю.
Адміністративний центр — селище Тура.
Утворений 14 жовтня 2005 року на території скасованого Евенкійського автономного округу.

## Географія
Площа району — 763, 19727 тис. км². (Площа колишнього Евенкійського АО — 767,6 км²).
Евенкійський район відноситься до районів Крайньої Півночі
Суміжні території:
- Північ: Таймирський район Красноярського краю
- Схід: Республіка Саха та Іркутська область
- Південь: Кежемський, Богучанський, Мотигінський та Північно-Єнісейський райони Красноярського краю
- Захід: Туруханський район Красноярського краю

## Історія

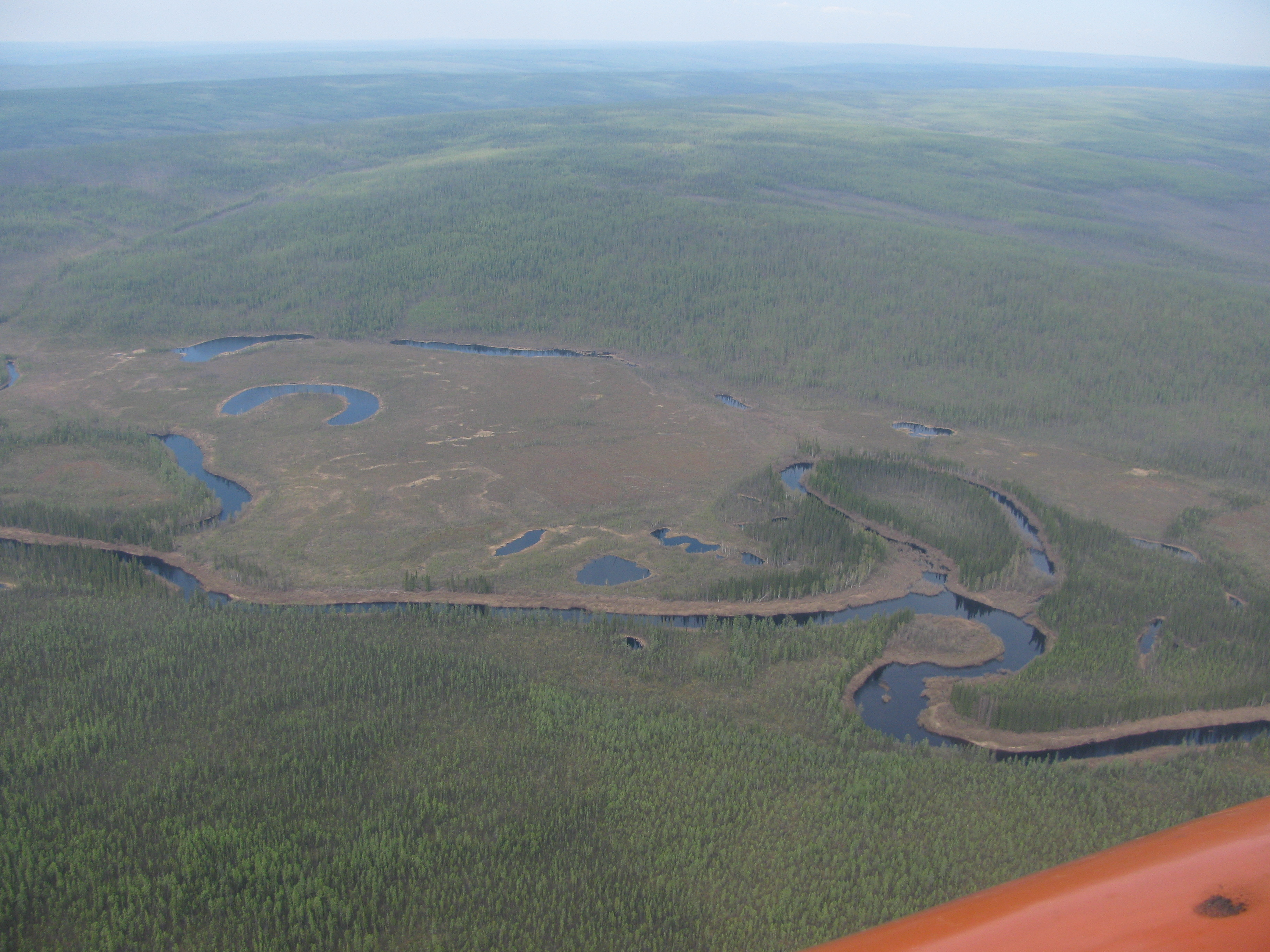
Тайга в Евенкійському районі

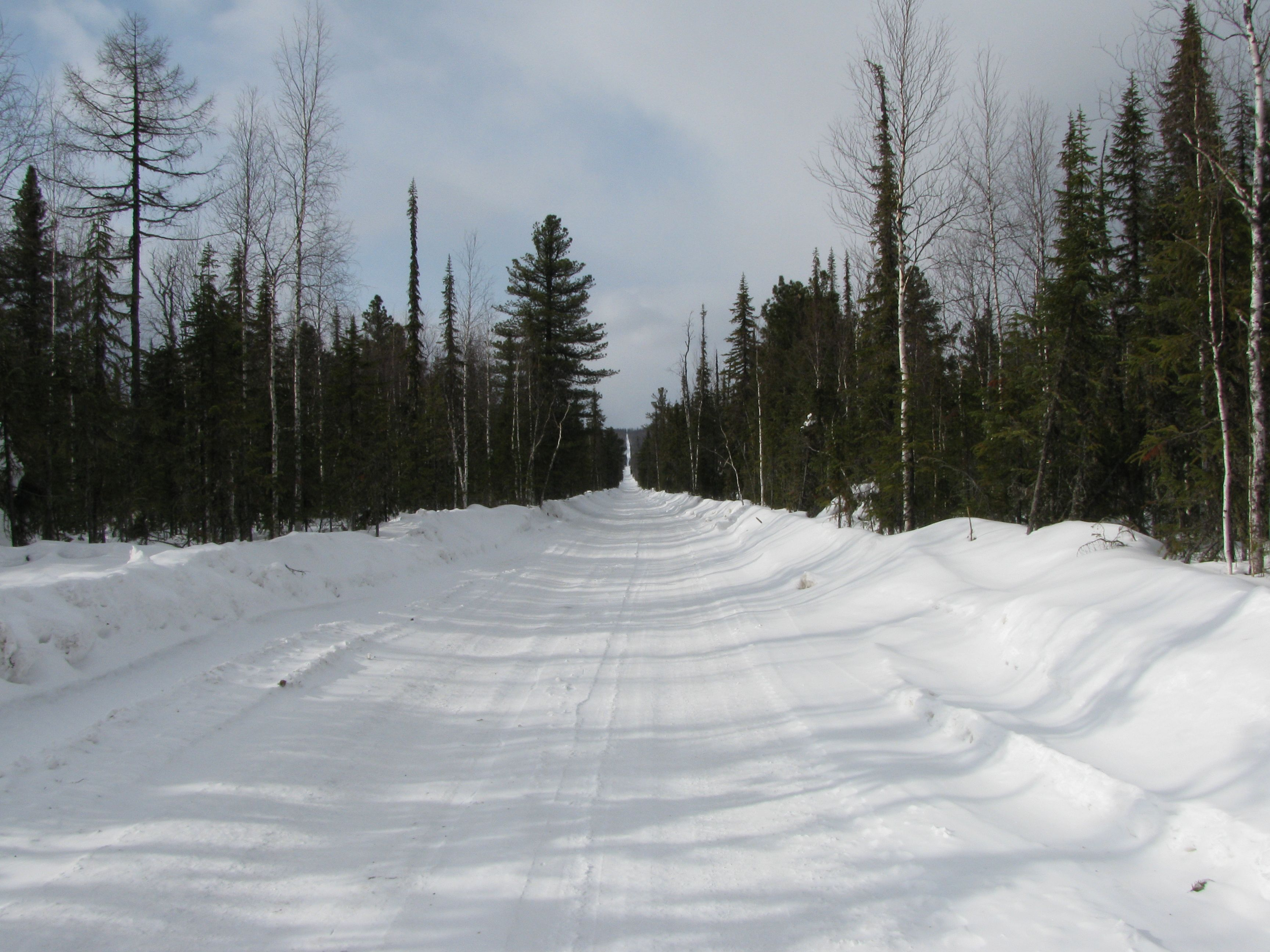
Дорога в Евенкійському районі

Евенкійський муніципальний район був утворений 14 жовтня 2005 року відповідно до Закону Евенкійського автономного округу № 438 від 15 вересня 2004 року «Про утворення муніципального району Евенкійський муніципальний район». і складався з сільських поселень і міжселищних територій, об'єднаних загальною територією. Всього було утворено 23 сільських поселення, кожне з яких складалося з 1 населеного пункту, в тому числі статус сільського поселення мало муніципальне утворення «селище міського типу Тура».
1 січня 2007 відповідно до результатів референдуму про приєднання до Красноярському краю, проведеного 17 квітня 2005 року, був утворений Евенкійський район Красноярського краю, що включив територію Евенкійського АО
21 квітня 2011 року селище Тура стало сільським населеним пунктом і найменування відповідного сільського поселення було змінено на „селище Тура“.

## Економіка
Транспорт
Головним засобом пересування в Евенкійському районі є човни, оскільки нечисленні населені пункти прив'язані до річок.
Сільське господарство
У зв'язку з реорганізацією сільського господарства в Евенкії, тобто розформуванням радгоспів, втратили актуальність багато традиційних видів діяльності — молочне скотарство, свинарство, звірівництво. Пріоритет віддано розведенню оленів та мисливському промислу, як життєво необхідним заняттям корінного населення Евенкії. Оленярством в Евенкії займаються родові громади і селянсько-фермерські господарства. Основний вид їх діяльності — це утримання та розведення домашніх оленів. Оленів розводить муніципальне підприємство Оленярське-племінне господарство «Суріндінське». В даний час Оленярське-племінне господарство «Суріндінське» має чотири філії на території Евенкії. На роботу залучені 300 жителів. Поголів'я домашнього північного оленя становить близько 5000 голів.
У Байкітській та Тунгуського-Чунській групі поселень, де більш м'який клімат, крім мисливства і оленярства, населення займається вирощуванням сільгоспкультур — картоплі, капусти, помідорів, огірків.

## Цікаві факти
- Хоча для більшості жителів Росії Евенкія здається розташованої далеко на сході, саме на її території розташований географічний центр країни (озеро Віві)[4].